# Шклярук Юрій Ігорович
Юрій Ігорович Шклярук (позивний Тренер; 30 травня 1999, Уладівське — 2 квітня 2023, Іванівське — український військовик, капітан 80 ОДШБр Збройних сил України. Лицар ордену Богдана Хмельницького ІІІ ступеня.

## Життєпис
Народився 30 травня 1999 року в с. Уладівське Вінницької області. Після закінчення місцевої школи навчався у Військовій академії в Одесі.
У 2020—2021 роках брав участь в Операції Об'єднаних Сил, був ротним. Капітан 80-тої окремої десантно-штурмової бригади.
З перших днів повномасштабного вторгнення у складі свого підрозділу Юрій давав відсіч ворогу на Херсонському напрямку, після чого прийняв командування 2-ю аеромобільною ротою. Пройшовши злагодження, підрозділи вирушили на виконання завдання за призначенням — штурмові дії. Згодом вирушив у напрямку Кремінної на Луганщині, а взимку поїхав боронити Бахмут на Донеччині.
Загинув 2 квітня 2023 року в с. Іванівське Бахмутського району під час виконання бойового завдання. 6 квітня відбувся похорон в рідному селі.
Залишилися батьки та сестра

## Нагороди
- Орден «Богдана Хмельницького» IIІ ступеня (21 червня 2023, посмертно) — за особисту мужність, виявлену у захисті державного суверенітету та територіальної цілісності України, самовіддане виконання військового обов'язку[1].

## Вшанування пам'яті
- Меморіальна дошка на стіні ЗОШ с. Уладівське, 2023;
- На його честь названо вулицю в Уладівському.